# Имение Харку
Имението Харку (Харк) е бивше имение в Харку, в църковната енория Кейла, в област Харку, Естония.

## История
Принадлежащото на Ливонския орден имение Харку (Харк) е било споменато за първи път през 1372 година. През Средновековието в това изградено от камък като малък замък имение се е намирала резиденцията на вице-коменданта на Талин. През 1679 имението е станало собственост на семейство Икскюл, което в началото на 18 век е предприело изграждането на първоначално двуетажната главна сграда в стил барок.
По времето на Великата северната война, след обсадата на Талин през 1710 година, през септември 1710 в сградата на имението Харку е сключен капитулационен мирен договор между руските войски от една страна и шведската войска и местните дворянски семейства от другата страна.
Този договор прекратил Великата северната война в Естония и кралят на Швеция преотстъпил територията на Естония на Русия, след което последвало 200-годишното управление на руските царе. Естония не се превърнала в типична руска провинция, а си запазила статута си на широка автономия. Семейство фон Будберг, което е взело имението в свое владение през 1755 година, преустроило сградата през 70-те години на 18 век в стила на неокласицизма. През 1836 година имението преминало в собственост на семейство Унгерн-Щернберг, което през 1875 придало на сградата на имението неговите нео-ренесансови черти, които са се съхранили и до днес. Тогава сградата е била продължена в дължина.
Като последен собственик на имението Харку, което от 1892 година е имало много собственици, в историята е влязъл Херман фон Харпе. Той закупува имота през лятото на 1912 година за 300 000 рубли и продава през есента на същата година една част от имението на 158 селяни. До национализирането на имението през 1919 година собственик на имението е бил фон Харпе.
След основаването на Република Естония, тоест през 20-те и 30-те години на 20 век в имението Харку са били създадени много поправителни домове: поправителен дом за малолетни престъпници (Поправителния дом Харку за момчета с престъпни наклонности или колонията Харку), затворът Харку за възрастни пленници, трудовият лагер Харку за безделници и пияници.
Затворниците е трябвало да работят в торфеното блато и на полето на имението. Продуктите от животновъдството и земеделието представлявали допълнителни хранителни продукти за пленниците. Особено рентабилна в Харку била продукцията на торф, защото държавата се е нуждаела от големи количества торф за горене. През 1924 година в Харку се е състояла стачка на затворниците.
От 1957 година в сградата се е намирал Института за експериментална биология към Академията на науките.
Днес собственик на имението е Университетът за екологични науки.

## Архитектура
Имението Харку има многостранен строително-исторически фон. Днешната сграда на имението датира от началото на 18 век. По време на извършената през 1870 година модернизация са били добавени две крила към двуетажната представителна сграда.
Два малко издадени напред странични ризалити, които са с ширината на прозорец, както и централния ризалит, който е с ширината на три прозореца, придават на фасадата на главната сграда красив израз. Всички те са украсени с двойни пиластри и исторически триъгълни фронтони. От обратната страна централният ризалит излиза малко по-напред от фасадата и той има класически триъгълен фронтон. На втория етаж всички фронтони имат прозорци с полукръгли арки. В десния край на сградата се намира малка веранда.
В близост до входния път е построена подпорна стена в класически стил, която прилича на крепостна стена и има декоративни кули, както и стопанска сграда с висок стъпаловиден фронтон от варовик, в чиято близост се намират и развалините на останалия вероятно от 14 век замък на ордена.
Между помощните сгради внимание заслужава и животновъдния комплекс с исторически фасади, както и развалините на наподобяващата на средновековен замък оранжерия с две кули в парка (и двете са от края на 19 век).
Също и хамбара, конюшнята и помещението за съхранение на каретите, които ограждат дългия площад пред главната сграда, заслужават да се видят, въпреки че днес се намират под сянката на дърветата. Фасадите на двете споменати сгради са украсени с подобни на арки отвори. Редица от другите помощни сгради също е запазена, въпреки че са преустройвани многократно.

## Забележителности

### Парк на имението Харку
Големият парк с площ от 20 хектара първоначално е бил оформен в регулярен стил. Пред предната фасада на главната сграда посредством обходен път се е оформяла оградена морава и от градинската фасада надолу до блатата се спускат стъпаловидните тераси. Паркът е запазен до днес в свободата на творческото планиране и характерна за него е свободната последователност от поляни и групи от дървета.
Оформлението на дълга поляната в югоизточната част на основната сграда е много добре направено. В задния край на дългата 200 метра поляна е залесена с щироколистни дървета, от страни са използвани свързващи се една с друга групи от дървета с различни цветове и форми на короната, на ръба на тези групи от дървета растат ниски цъфтящи храсти. Използването на плътни групи от бор с тъмнозелени върховете на дърветата, така наречените кулиси, увеличава дълбочината на поляната.
В средата на парка, се разпростира на блатото на имението с площ от 3 хектара, което има дъно от варовик и пет малки острова и е запазено от някогашното Реликтен-езеро. Петър Лудвиг Константин фон Унгерн-Щернберг преустроил блатото през 19 век в езеро. Изхвърлената по време на разширяването и задълбочаването пръст била натрупана в средата на езерото и така възникнали петте малки острова, които са свързани помежду си с мостове и украсени с различни скулптури.
Гордостта в парка на имението Harku е дърво, което повече от четвърт век носи титлата на най-дебелия явор (планински явор) на Естония. През 1976 обхватът на двата клона на разклоненото дърво е бил два метра, през лятото на 2004 единият клон на дървото се счупва, а обхватът на другия клон на нивото на гърдите възлиза на 320 см.

## Галерия
|  | Тази страница частично или изцяло представлява превод на страницата Gut Harku в Уикипедия на немски. Оригиналният текст, както и този превод, са защитени от Лиценза „Криейтив Комънс – Признание – Споделяне на споделеното“, а за съдържание, създадено преди юни 2009 година – от Лиценза за свободна документация на ГНУ. Прегледайте историята на редакциите на оригиналната страница, както и на преводната страница, за да видите списъка на съавторите. ВАЖНО: Този шаблон се отнася единствено до авторските права върху съдържанието на статията. Добавянето му не отменя изискването да се посочват конкретни източници на твърденията, които да бъдат благонадеждни. |